# ルミフラビン
ルミフラビン（Lumiflavin）とは、ビタミンB2の光分解で生成する有毒な物質である。